# Roberto Bussinello
Roberto Bussinello (Pistoia, 4 de outubro de 1927 — Vicenza, 24 de agosto de 1999) foi um automobilista italiano que participou de três grandes prêmios de Fórmula 1.